# Stanisław Słonimski
Stanisław Słonimski (ur. 1853 w Warszawie, zm. 14 lutego 1916 tamże) – polski lekarz żydowskiego pochodzenia, aforysta.

## Życiorys
Urodził się w Warszawie w rodzinie żydowskiej, jako syn Chaima Zeliga Słonimskiego (1810–1904) i Sary z domu Stern (1824–1897). Ze strony matki był wnukiem Abrahama Sterna (zm. 1842). Ukończył gimnazjum w Warszawie, na studia wyjechał do Petersburga. Ukończył tamtejszą Akademię Medyko-Chirurgiczną. Potem praktykował w Radomsku, Częstochowie i Łodzi, od 1886 osiadł w Warszawie. Przyjmował w gabinecie przy ulicy Niecałej 6.
Żonaty dwukrotnie, z pierwszego małżeństwa z Idą Korngold urodził się syn Adam, później – inżynier w Częstochowie. Z małżeństwa z Eugenią Marią Goldman urodzili się Antoni (1895–1976), Piotr (1893–1944) i Halina Jadwiga (ur. 1888 albo 1889, zm. 1962).
Zmarł w Warszawie na gruźlicę płuc. Pogrzeb odbył się w kościele św. Antoniego z Padwy, pochówek na cmentarzu Powązkowskim. Wspomnienie pośmiertne autorstwa Zygmunta Srebrnego ukazało się na łamach Medycyny i Kroniki Lekarskiej, Antoni Lange w dodatku do tygodnika „Świat” zebrał różne anegdoty i aforyzmy zmarłego lekarza. Anonimowa notatka o śmierci ukazała się w dzienniku „Kurier Poranny”, według Antoniego Słonimskiego, jej autorem również był Lange. Notatka z „Kuriera” miała brzmienie następujące:

Ubyła Warszawie jedna z najbardziej popularnych postaci, człowiek znany zarówno jako wybitny lekarz, jak też jako uczony, który zasłużył się nauce polskiej. Wyjątkowe zalety powszechnie zjednywały mu serca. Kochano go i szanowano zarówno w szerokich kołach inteligencji, a specjalnie w sferach literacko-artystycznych, jak też w jeszcze szerszych rzeszach potrzebujących jego wiedzy, bo tam najlepiej wiedziano o przysłowiowej bezinteresowności doktora Słonimskiego.

Znany był z poczucia humoru, część jego aforyzmów przypomniał w Alfabecie wspomnień syn Antoni. Fundował stypendia młodym artystom (np. Adolfowi Milichowi), leczył za darmo ubogich. Tezę, że Bolesław Prus sportretował Słonimskiego w postaci doktora Szumana w Lalce upowszechnił Ignacy Baliński. Bolesław Prus należał do kręgu przyjaciół Słonimskiego, tak jak Wincenty Rapacki (starszy), Teodor Roland, Mieczysław Frenkiel, Bolesław Leszczyński, Stanisław Lentz czy Franciszek Fiszer. Szczególnie często bywał w kawiarni u Semadeniego.
Waga zasług naukowych Słonimskiego jest różnie oceniana. Jedyna jego opublikowana praca Neurastenia płciowa jako następstwo nadużyć przedwczesnych była przeznaczona dla laików, oceny specjalistów były zarówno krytyczne (Dydyński), jak i przychylne (Hellin, Wizel).

## Publikacje
- Neurasthenia płciowa jako następstwo nadużyć przedwczesnych: szkic popularny. Nakł. Hieronima Cohna, 1899